# Einar Andersen (arkitekt)
 Der er flere personer med dette navn, se Einar Andersen.
Einar Andersen (født 5. marts 1881 i Højby på Sjælland, død 29. januar 1957) var en dansk arkitekt. 
Einar Andersens produktion har på en behersket måde og ikke uden et vist konservativt præg fulgt tidens strømninger, først klassicismen, senere den moderne saglige enkelhed. Nye bidrag har Andersen givet bl.a. ved planløsningen af stuehuset i gården Borrevang med udskud ind mod gårdspladsen, der senere flere gange er blevet fulgt på egnen, og ved anlægget af tuberkuloseafdelingen  på Middelfart Sindssygehospital, det første af den art i hvert fald her hjemme.

## Uddannelse
Gennemgik Teknisk Skole i København, og blev optaget på Kunstakademiet i januar 1906, afgang maj 1913, tegner hos Rolf Schroeder 19061908, tegner og konduktør hos Martin Borch 1908-13 (bl.a. ved Rigshospitalet) og hos Kristian Varming 1913-16 (ved opførelsen af Sindssygehospitalet ved Nykøbing Sjælland)

## Hverv
Tilsynsførende arkitekt ved Statens Sindssygehospitaler fra april 1932.

## Arbejder
Søgaard ved Nykøbing Sjælland (1916), Kommuneskole og Badeanstalt sst. (1917), Lægebolig, Epidemiafd. m. m. ved Amtssygehuset i Sæby, Holbæk Amt (1921 og senere), Banken for Nykøbing Sjælland og omegn (1923), Amtssygehuset i Kalundborg, med inventar (1923-24), Hjørneejendommen Borups Allé 144-46 (1928), Svinninge Mejeri (1929-30), Gården Borrevang ved Nykøbing Sjælland (1931), Ombygning af Visborggaard (1931-32), Modernisering af Sindssygehospitalet (Jydske Asyl) ved Århus (1934-41), Tuberkuloseafdelingen på  Middelfart Sindssygehospital, med inventar (1937), Universitetets arvebiologiske Institut, Tagensvej 14, med inventar (1938). – Desuden har Andersen fuldført Universitetsbibliotekets nye afdeling på Frederik Bajers Plads efter Kristian Varmings død, bygget Villa Bøgelunden i Snekkersten, privathuse i Nykøbing Sjælland.